# Jagdstaffel 21
A Jagdstaffel 21, conhecida também por Jasta 21, foi um esquadra de aeronaves da Luftstreitkräfte, o braço aéreo das forças armadas alemãs durante a Primeira Guerra Mundial. A sua primeira vitória ocorreu a 24 de Março de 1917, e a primeira baixa a 10 de Fevereiro de 1917. No total, a Jasta 21 alcançou a impressionante marca de 141 vitórias aéreas. O seu maior ás foi o Tenente Karl Thom.

## Aeronaves
- Pfalz D.III
- Albatros D.III
- Fokker D.VII